# Beidha
Beidha (arabsko البيضا al-baīḍā, 'bela'), včasih tudi Bayda, je večje neolitsko arheološko najdišče nekaj kilometrov severno od Petre blizu Siq al-Barida v Jordaniji.  Vključeno je v Petrin vpis kot Unescova svetovna dediščina.
Najprej ga je leta 1957 izkopala Diana Kirkbride, kasneje pa Brian Byrd. Zaznana so bila tri obdobja zasedbe: natufijsko obdobje v 11. tisočletju pred našim štetjem , vasica pred keramičnim neolitikom B (PPNB) z zidano gradnjo v 7. tisočletju pred našim štetjem  in nabatejsko obdobje iz 1. ali 2. stoletja pred našim štetjem.
Natufijska Beidha je značilna kot sezonski tabor, ki je bil večkrat zaseden v daljšem časovnem obdobju. Dokazi iz litikov, ki so jih odkrili, skupaj s tlorisom in položajem ognjišč in območja za praženje so kazali, da so se prebivalci ukvarjali predvsem z lovskimi dejavnostmi. To je podprlo odsotnost stalnih zgradb, skladišč, pokopov in velikega kamnitega orodja.
Neolitska stopnja pri Beidhi naj bi bila ena najzgodnejših vasi, ki je bila nastanjena med letoma 7200 in 6500 pr. n. št. V najzgodnejših fazah PPNB je bilo število prebivalcev ocenjeno na 50 do 115 ljudi. Ti vaščani so uporabili kamnito zidavo in zgradili zid okoli naselja okroglih hiš s podzemeljskimi tlemi. Njeni prebivalci so v zgodnjem obdobju udomačevanja gojili ječmen in dvozrno pšenico, gojili koze in lovili različne divje živali, kot je kozorog in nabirali divje rastline, sadje in oreščke. Pokopališča so bila najdena na območju naselja, za katerega se misli, da so se uporabljala za obredne namene. Dokazi kažejo, da je naselje uničil požar okoli 6650 pred našim štetjem in bilo nato obnovljeno s pravokotnimi, nadzemnimi zgradbami in specializiranimi delavnicami. Po višini bivališča je bilo število prebivalcev po ocenah od 125 do 235 ljudi. Okoli leta 6500 pred našim štetjem je bila vas iz neznanih razlogov spet zapuščena. Številni odstranjeni materiali so prihajali od daleč, med njimi so bili tudi anatolski obsidian in biser iz Rdečega morja. Prehod v pravokotne stavbe kaže na pomemben razvoj v človeški družbi, ki je morda prispeval k razvoju mest.  Obstaja tudi zgradba, ki izhaja iz tega obdobja, nekaj metrov vzhodno od glavnega nahajališča, ki jo razlagajo kot morebiti tempelj za obrede, ki so bili morda pred Abrahamovo vero.
Obstajajo tudi številni dokazi o znanem nabatejskem naselju na tem območju, vključno z gradnjo vrste obzidja okoli kmetijskih teras.
Jordanski oddelek za starine, organ za razvoj regije Petra in razvoj regije, projekt USAID / Jordanija za razvoj turizma in Svet za britanske raziskave v Levantu sta nedavno objavila projekt za zaščito in promocijo Beidhe. Predlagano je bilo, da traja do 18 mesecev, načrtovan pa bo tudi interpretativni prikaz in nove možnosti za obiskovalce.